# منديس بيمنتل
منديس بيمنتل بلدية في ولاية ميناس جيرايس في المنطقة الجنوبية الشرقية من البرازيل.